# ووکی
ووکی (به انگلیسی: Wookey) یک روستا و محله مدنی در بریتانیا است که در مندیپ واقع شده‌است. ووکی ۱٬۳۱۱ نفر جمعیت دارد.